# Danh sách nhân vật trong Shijō Saikyō no Deshi Ken'ichi
Danh sách về những nhân vật ở trong Shijō Saikyō no Deshi Ken'ichi

## Võ đường lương sơn bạc (Ryozanpaku)

### Kenichi Shirahama
Shirahama Ken'ichi (白 浜 兼 一 (ケンイチ) Bạch Banh Kiêm Nhất) Lồng tiếng bởi: Seki Tomokazu (tiếng Nhật); Josh Grelle (tiếng Anh)
- Lần đầu xuất hiện: Battle 1
- Khí: Tĩnh
- Con đường võ học: Thắng nhân quyền
- Võ thuật: Không thủ đạo, Nhu thuật, Quyền pháp Trung hoa, Quyền Thái, Võ thuật lai (Ryūsui Seikuken, Korui Nuki, Mūbyoshi) và Vũ khí.

Nhân vật chính; hiện đang học năm thứ hai trung học.  Điểm hài hước chính trong bộ truyện tập trung vào các phương pháp huấn luyện đa dạng, đa dạng và giàu trí tưởng tượng mà chủ nhân của anh ấy nghĩ ra để làm cho Kenichi mạnh hơn, điều này thường khiến anh kiệt sức. Truyện kể về Kenichi khi anh tiếp tục luyện tập và cuối cùng sống tại võ đường Ryozanpaku, chiến đấu với những kẻ thù ngày càng có khả năng.
Khả năng mạnh nhất của anh ta, theo các bậc thầy, là anh ta không thiếu bất kỳ hình thức sakki nào (ý định giết người); trong biểu hiện của nó, anh ta tốt bụng, từ bi, chu đáo, nhút nhát, lịch sự và đạo đức khi có lỗi, và tuân thủ quy tắc đạo đức nghiêm ngặt. Kết quả là Kenichi đã kết bạn với nhiều người bạn, hầu hết là những cựu thù, và giành được tình cảm của Renka Ma, Miu, Izumi và Li Raichi. Sự gắn bó của anh ấy với Miu thường được dùng làm truyện tranh giải tỏa, cô ấy không chú ý đến điều đó, mặc dù trong chương cuối cùng của các bức ảnh manga trên bàn của Kenichi cho thấy anh ấy đã kết hôn với Miu và họ có một cô con gái. Trong hầu hết các trận chiến, Kenichi thường chiến đấu bằng cách thay đổi các kỹ thuật khác nhau từ các phong cách khác nhau của các bậc thầy của mình, khiến cho cách chiến đấu của anh ta trở nên không chính thống và khó dự đoán.

### Miu Fūrinji
Fūrinji Miu (風 林寺 美 羽 Phong Lâm Tự Mỹ Vũ) Lồng tiếng bởi: Kawakami Tomoko (TV series), Kugimiya Rie (OAV) (Nhật); Carrie Savage (tiếng Anh)
- Lần đầu xuất hiện: Battle 1
- Loại: Động
- Loại: Thắng nhân quyền
- Võ thuật: Võ thuật lai, Pencak silat

Miu Furinji là bạn cùng lớp và cũng là người yêu của Kenichi:  cháu gái của Hayato Furinji và con gái của Saiga Furinji, thủ lĩnh của Ryozanpaku và One Shadow Nine Fists của Yami. Miu được Hayato chăm sóc khi con trai của ông (Saiga Furinji) sát hại một số người bạn và vợ của ông ta, khiến Miu vô tình bỏ qua. Sau đó, Miu học võ từ ông nội. Trước khi chuyển đến nơi ở hiện tại, Miu đã theo học tại một trường học nổi tiếng, nhưng lại bị các cô gái khác đối xử tệ bạc vì điểm số cao, khả năng thể thao và đặc biệt là ngoại hình của cô ấy. Mặc dù hấp dẫn, thông minh, thể thao và tốt bụng, nhưng Miu thường vụng về với các bạn của mình và cần sự hỗ trợ của Kenichi trong việc kết bạn. Miu rất thích mèo con và trở nên thù địch với bất kỳ ai làm hại chúng. Cô ấy dễ có những quyết định hấp tấp trong việc kiếm tiền. Mặc dù các môn võ thuật chính xác của cô ấy không được công bố, nhưng cô ấy đã thể hiện kiến thức về một số phong cách. Phong cách chiến đấu của cô ấy rất uyển chuyển và linh hoạt, tận dụng sự nhanh nhẹn, khả năng phối hợp và sự linh hoạt của cô ấy và sử dụng nhiều đòn đá. Các kỹ năng của cô ấy đã được rèn giũa cho đến khi cô ấy sẽ phản xạ ném bất cứ ai lẻn sau lưng mình, đặc biệt là Kenichi, một nhân vật nổi tiếng trong truyện.

### Hayato Fūrinji
Fūrinji Hayato (風 林寺 隼 人) Lồng tiếng bởi: Hiroshi Arikawa  (TV series), Yuzuru Fujimoto  (OAV) (Nhật); R Bruce Elliott (tiếng Anh)
- Lần đầu xuất hiện: Trận 6
- Loại: Ga
- Loại: thắng nhân quyền
- Võ thuật: Võ thuật lai ghép / Phong cách Furinji

Hayato là ông nội của Miu và là trưởng lão của Ryōzanpaku Dojo. Anh ta còn được biết đến với cái tên mutekichōjin (無敵 超人, lit. 'siêu nhân vô địch') . Anh ấy rất cao, rất vạm vỡ và sở hữu sức sống khủng khiếp dù tuổi đã cao. Không có nhiều thông tin về quá khứ của Hayato, nhưng những đoạn hồi tưởng cho thấy anh ta rất liều lĩnh và bạo lực khi còn trẻ. Nó cũng cho thấy Hayato đã từng đi khắp thế giới cùng Miu và giúp đỡ những người gặp khó khăn. Hayato là một ông già tốt bụng nhưng vẫn có tính cách liều lĩnh và có thể kiêu ngạo. Anh ta cố gắng truyền đạt kế hoạch của mình cho người khác thông qua cách ăn nói thẳng thắn. Anh ấy thích Kenichi, gọi anh ấy là "Ken-chan", và là người duy nhất xin lỗi anh ấy vì những bài tập khó.
Khi chiến đấu với Kenichi và Miu tại một giải đấu, Akisame nhận xét rằng anh vẫn là người đàn ông mạnh mẽ nhất thế giới khi anh nhắm mắt.  Ở trạng thái này, anh ta vẫn đủ mạnh để xé đôi một cái cây trong khi đồng thời chiến đấu với Miu và Kenichi, chỉ sử dụng 0,02% sức mạnh của mình.  Anh ta có khả năng ném những cú đá nhanh đến mức máy quay quay chậm đến 1/1000 giây chỉ có thể thoáng nhìn thấy chúng,  và anh ta có thể di chuyển đủ nhanh để chạy trên mặt nước.
Hayato cũng tỏ ra thực dụng với cách tiếp cận võ thuật của mình, như khi anh ta nhờ Kensei Ma giúp đỡ việc huấn luyện của Miu  và khuyến khích Miu sử dụng những gì [một giáo viên đối thủ] Junazard đã dạy cô.
Cuối cùng, người ta gợi ý rằng Kenichi bằng cách nào đó đã vượt qua được sức mạnh của Hayato kể từ khi những bức ảnh Kenichi được cho là đã kết hôn với Miu được hiển thị. Anh đã luôn thề rằng sẽ chỉ cho phép Miu kết hôn với người có khả năng đánh bại anh trước.

### Shio Sakaki
Sakaki Shio (逆 鬼 至 緒) Lồng tiếng bởi: Unshō Ishizuka (tiếng Nhật); Christopher Sabat (tiếng Anh)
- Lần đầu xuất hiện: Battle 7
- Loại: Động
- Loại: Thắng nhân quyền
- Võ thuật: Không thủ đạo

Sakaki là một võ sư karate 30 tuổi, người tuyên bố có 100 đẳng. Anh ta là một người đàn ông cao, hầu như lúc nào người ta cũng thấy anh ta mặc áo khoác da và có một vết sẹo dài trên sống mũi. Người ta biết rất ít về quá khứ của Sakaki; nhưng anh ta đã đề cập rằng anh ta đã từng đi khắp thế giới và chiến đấu, và có lúc anh ta thuộc về một nhóm bao gồm chính anh ta, một võ sư người Pháp tên là Christopher Eclair, và một người Anh tên là Mycroft; nhưng rời bỏ họ khi các hoạt động của họ gây hại cho những người vô tội, và sau đó bị chôn sống. Không rõ anh đến với Ryozanpaku khi nào, nhưng anh là một trong những thành viên cấp dưới cùng với Apachai và Shigure. Anh ta thường được mô tả là hung dữ trong cuộc trò chuyện và xấu hổ trước những điều tầm thường, và có xu hướng cãi vã với người khác, đặc biệt là Apachai. Anh ta cũng thường xuyên đánh bạc, uống rượu và thường đặt cược vào Kenichi.
Sakaki thông thạo nhiều dạng karate và có thể sống sót sau cú ngã từ một trong những tầng cao nhất của một tòa nhà cao tầng mà không bị thương tích đáng kể nào.  Anh ta vẫn chưa bị thương đáng kể trong bất kỳ trận chiến nào của mình, bao gồm cả cuộc chiến với sát thủ Yami Christopher Eclair và cuộc chạm trán ngắn ngủi với Silcardo Jenazad, một thành viên của Nhất Ảnh Cửu Quyền của Hắc Ám. Silcardo bị ấn tượng bởi kỹ năng của Sakaki đến mức anh ta tìm kiếm một trận chiến sinh tử. Khả năng của anh ấy càng được củng cố nhờ thành tích thắng / thua 125/126 của anh ấy trước võ sư Karate Akira Hongō.

### Apachai Hopachai
Apachai Hopachai (ア パ チ ャ イ ・ ホ パ チ ャ イ) Lồng tiếng bởi: Hiroya Ishimaru (tiếng Nhật); Sonny strait (tiếng Anh)
- Lần đầu xuất hiện: Battle 7
- Loại: Động
- Loại: Thắng nhân quyền
- Võ thuật: Quyền Thái và Muay Boran

Apachai là một bậc thầy 28 tuổi của Muay Thái và được gọi là "Thần chết thế giới ngầm quyền thái" (" The Grim Reaper of the underworld muaythai" trong anime tiếng Anh) của Muay Thái thế giới ngầm chiến đấu mạch. Anh ta cực kỳ cao lớn và mạnh mẽ, có làn da rám nắng, và thường được nhìn thấy mặc áo ba lỗ và quần đùi với băng quấn quanh tay và chân. Apachai đã tham gia các trận chiến sinh tử trong các trận đấu Muay Thái ngầm từ khi còn là một thiếu niên.  Sau đó, anh là người thi hành án cho một tên cướp biển tàn ác đã (vô tình) cho Apachai ăn khi anh đang chết đói ở một bến cảng ở Thái Lan. Anh ta phục vụ người đàn ông này một cách trung thành cho đến khi Hayato Fūrinji làm cho Apachai chú ý đến những hành vi sai trái của mình. Hai người họ sau đó đã đánh bại những tên cướp biển, và Apachai đã ở lại võ đường kể từ đó.
Apachai thích chơi với trẻ em và động vật. Anh ta có thói quen nói các âm tiết "apa" khi nói và đôi khi hét lên trong khi huấn luyện hoặc chiến đấu. Do quá khứ bạo lực của mình, Apachai đã khiến Kenichi phải chịu những bài tập khó nhất; nhưng rất thích Kenichi và là chủ nhân duy nhất luôn thể hiện mối quan tâm rộng mở dành cho anh. Apachai rất háu ăn, thường ăn nhiều bữa với tốc độ đáng kinh ngạc, thậm chí ăn cả phần của người khác. Anh ta có thể dễ dàng bị phân tâm và thuyết phục bởi thức ăn. Apachai sau này trở thành "huyền thoại về người khổng lồ", người nổi tiếng với những cầu thủ bóng rổ trong trường Kenichi và lính cứu hỏa. Anh ta rất mạnh mẽ, có thể đập vỡ tượng đá và đạp đổ cây cối mà không gặp bất kỳ khó khăn nào. Mặc dù có kích thước đáng kinh ngạc, nhưng anh ta vẫn có thể né đạn trong khi chiến đấu.  Ngay cả khi kiềm chế, Apachai vẫn có thể chặn đứng một võ sĩ cấp bậc thầy tên là Kei Retsumin, một người đã từng tự tay giết chết cả một ngôi làng. Anh ta cũng có thể chống lại Hayato Fūrinji, mặc dù còn khá trẻ khi cuộc chiến diễn ra. Là một kẻ thích chạy, anh ta phần nào không có khả năng kiềm chế trong quá trình luyện tập.

### Shigure Kōsaka
Kōsaka Shigure (香 坂 し ぐ れ) Lồng tiếng bởi: Mamiko Noto (tiếng Nhật); Trina Nishimura (tiếng Anh)
- Lần đầu xuất hiện: Battle 7
- Loại: Tĩnh
- Loại: Thắng nhân quyền
- Võ thuật: Vũ khí

Shigure là một bậc thầy vũ khí 23 tuổi, người mặc một bộ kimono nhỏ màu hồng; bên dưới cô ấy đeo băng trước ngực và một chiếc quỹ. Khi chiến đấu nghiêm túc, cô ấy không chuỗi thư. Quá khứ của Shigure đã được thể hiện sâu sắc hơn bất kỳ chủ nhân nào khác: cho đến nay cô sống ban đầu với cha mình, một người chế tạo vũ khí và là bậc thầy chế tạo kiếm cho Yami. Akisame, đang tìm kiếm người chế tạo ra một thanh kiếm cụ thể, đã gặp cha của Shigure, người đã yêu cầu Akisame giết anh ta. Khi Akisame từ chối, người đàn ông đã ép anh ta vào một cuộc chiến, mà Akisame đã thắng; sau đó, cha của Shigure nói rằng ông muốn con gái mình nhìn thấy số phận của một người chế tạo vũ khí, và tự kết liễu mạng sống của mình. Sau khi đánh bại một số thành viên Yami, Akisame đưa Shigure đến sống với một ông già, người đã dạy cô cách chiến đấu Kosaka. Cô vẫn ở đó cho đến khi ông già chết, sau đó Akisame đưa cô đến Ryozanpaku. Ở đó, cô ấy nói rất ít và được cho ngủ hoặc đi bộ trên xà nhà của tòa nhà. Trước khi Kenichi đến võ đường, cô ấy hiếm khi giao tiếp với những cư dân khác của nó ngoại trừ Akisame và Apachai và thậm chí còn không ăn cùng họ. Sau khi Kenichi đến, cô ấy trở nên hòa đồng hơn. Mặc dù cô ấy mảnh mai, cô ấy rất mạnh mẽ; thậm chí có khả năng cắt kim loại bằng thìa lưỡi xỉn  hoặc đánh bật khẩu pháo của xe tăng. Shigure có một con chuột cưng, Tochūmaru, được sử dụng chủ yếu để cứu trợ truyện tranh nhưng cực kỳ mạnh đối với một con chuột, đánh bại một trong những người đàn ông của Boris bằng côn nhị khúc và trong một omake, đánh chết một con mèo bằng đuôi của nó.

### Akisame Kōetsuji
Kōetsuji Akisame (岬 越 寺 秋雨) Lồng tiếng bởi: Jūrōta Kosugi (tiếng Nhật); Kent Williams (tiếng Anh)
- Lần đầu xuất hiện: Battle 7
- Loại: Tĩnh
- Loại: Thắng nhân quyền
- Võ thuật: Nhu thuật

Akisame là một võ sư Jujitsu 38 tuổi, và là sư phụ đầu tiên huấn luyện Kenichi. Anh ấy là bạn cũ của cha Miu, Saiga. Mặc dù có vẻ ngoài mong manh, nhưng anh ấy vô cùng mạnh mẽ và có khả năng, và có thể dễ dàng diễn giải những suy nghĩ không thành lời của các nhân vật khác. Ngoài ra, anh còn thành thạo thư pháp, hội họa, đồ gốm và điêu khắc, đồng thời xây dựng các đồ dùng vừa là thiết bị tập luyện cho Kenichi vừa là nguồn điện cho võ đường, bao gồm cả máy chạy bộ. Anh ấy cũng sở hữu một phòng khám chỉnh hình và có thể đặt lại xương một cách dễ dàng. Anh ấy cũng đã chứng tỏ là một bác sĩ phẫu thuật chấn thương giỏi và nói tiếng Nga trôi chảy.

### Kensei Ma
Ba / Ma  Kensei (馬 剣 星) Lồng tiếng bởi: Issei Futamata (tiếng Nhật); Vic Mignogna (tiếng Anh)
- Lần đầu xuất hiện: Battle 7
- Loại: tĩnh
- Loại: Thắng nhân quyền
- Võ thuật: Quyền pháp Trung hoa

Kensei là một bậc thầy 42 tuổi của Kenpō Trung Quốc. Anh ấy rất thấp, hói và luôn đội mũ. Ông đã tập luyện võ thuật từ khi còn rất trẻ và là lãnh đạo của một liên minh võ thuật lớn ở Trung Quốc, có 10.000 tín đồ,  mà ông đã để lại. Anh ta có vợ và ba người con ở Trung Quốc, bao gồm một cô con gái 16 tuổi tên là Renka, và một người anh trai tên là Sougetsu, một thành viên của Yami. Kensei thường cố gắng chụp ảnh những phụ nữ hấp dẫn, đặc biệt là Shigure và Miu; nhưng kết quả là hình ảnh của những thứ khác gần đó, mà anh ta bán cho Kenichi. Kenichi tin tưởng tuyệt đối vào Ma và đã tuyên bố rằng anh chưa bao giờ đặt câu hỏi về niềm tin của mình với tư cách là một võ sĩ.
Ma là một võ sĩ dày dặn kinh nghiệm, được đào tạo từ khi còn rất trẻ và chắc chắn biết tất cả các môn võ thuật bản địa của Trung Quốc. Bất chấp kích thước nhỏ bé của mình, anh ta có thể phá hủy một cây cầu nhỏ chỉ với một cú đá  và làm bằng thịt của Diego Carlo, một người đàn ông được cho là sở hữu thân hình cứng như thép bằng tay không.  Anh ta rất nhanh nhẹn, có khả năng nhảy từ đỉnh chiếc ô tô đang chuyển động này sang chiếc ô tô khác.  Ma điều hành một phòng khám châm cứu và thường cùng với Akisame chữa vết thương cho Kenichi và những người khác. Các ký tự trong tên 'Kensei' của anh ấy được phát âm là 'Jianxing' trong tiếng Quan Thoại, hay nghĩa đen là "Kiêm Tinh". Điều này khác biệt hoàn toàn với anh với biệt danh Kensei của Isshinsai Ogata, được phát âm là 'Quansheng' trong tiếng Quan Thoại, nghĩa đen là "Fist Saint" (Quyền thánh).

## Chư thần hoàng hôn (Ragnarok)

### Bát Quyền
Bát quyền là những thủ lĩnh của Ragnarok, là tám thành viên mạnh nhất của tổ chức. Mỗi thành viên đeo một chiếc găng tay có số (I - VIII) tương ứng với vị trí của họ. Hầu hết các thành viên trong nhóm đều lấy tên của các nhân vật huyền thoại trong thần thoại Bắc Âu . Nhất quyền, Odin, nhận được sự huấn luyện từ Isshinsai Ogata, người đã cho anh ta những khóa huấn luyện đặc biệt mà các thành viên khác không có. Ba chiến binh mạnh nhất trong nhóm, được gọi là "Three of Cards", là những thành viên sáng lập của Ragnarok. Sau khi Ragnarok bị giải tán, sáu trong số bát quyền [cụ thể là Freya (III), Loki (IV), Siegfried (V), Hermit (VI), Thor (VII) và Valkyrie (VIII) đã tham gia hoặc lập đồng minh với Shinpaku Alliance]. Riêng odin (I) và Berserker (II) thì tham gia YOMI; sau này Hermit (VI) cũng làm như vậy.